# Matthias Grünewald
Matthias Grünewald (født mellem 1470 og 1480, død 31. august 1528) var en tysk maler.
Han skal være født i Aschaffenburg, have virket i Mainz og en tid været sindssyg. Hans kunst har i lang tid hvilet i mørke.
Som sikkert værk kan først og fremmest nævnes Isenheimalteret, nu i Musée Unterlinden i Colmar, et alterbillede bestilt af Guido Guersi for klostret Isenheim med Sankt Antonius, Sankt Sebastian, eneboerne Antonius og Paulus, og Madonna omgivet af musicerende og syngende engle, samt den særlig karakteristiske fremstilling af den hellige Antonius’ fristelser – et i kolorit og åndeligt indhold fremragende værk med ejendommelig fantastiske landskabsmotiver.
| - Isenheimalteret i tre positioner - 1. "stand" - 2. stand - 3. stand |

Af andre arbejder kan nævnes: Den hellige Mauritius og Erasmus i Münchens pinakotek, bestilt af kardinal Albrecht af Brandenburg for den af ham 1518 opførte kollegiatstiftskirke i Halle, samt alterfløjene med Sankt Cyriacus og Sankt Laurentius i bymuseet i Frankfurt am Main.
Tilnavnet "Den tyske Correggio", som allerede Joachim von Sandrart gav ham, antyder godt hans kunsts styrke, det fine chiaroscuro, et fortrinligt malerisk foredrag, der bredt og kraftigt gengiver tingene, medens formgivningen ofte har iøjnefaldende mangler. I hans kunst er der mægtig fantasi, stærke følelsesudtryk og bevægelsesillusion.
| - Grünewald portrætteret - Plakette ved Göbelbrunnen i Halle (Saale) - Statue af Grünewald ved Frankoniabrunnen foran Würzburger Residenz - Statue, Matthias Grünewald Denkmal i Halle (Saale) (Mühlberg/Ecke Mühlgasse) |

| - Korsfæstelsen - Crucifixion - Uklar datering - 1500-08 - Ca. 1515 - 1512-16 - 1523-24(en) |

| - Andre værker af Matthias-Grünewald - Bespottelsen af Jesus, ca. 1503 - Guido Guersi (fr), mellem 1512 og 1514 - Maria med barnet, 1514-19(en) - Jesu opstandelse, ca. 1515 - Kristus bærer korset, 1523-25 - Madonna omgivet af musicerende og syngende engle - Trippelportræt(de) 1525 |